# Morinda hispida
Morinda hispida är en måreväxtart som beskrevs av Khoon Meng Wong. Morinda hispida ingår i släktet Morinda och familjen måreväxter. Inga underarter finns listade i Catalogue of Life.